# História do Gana

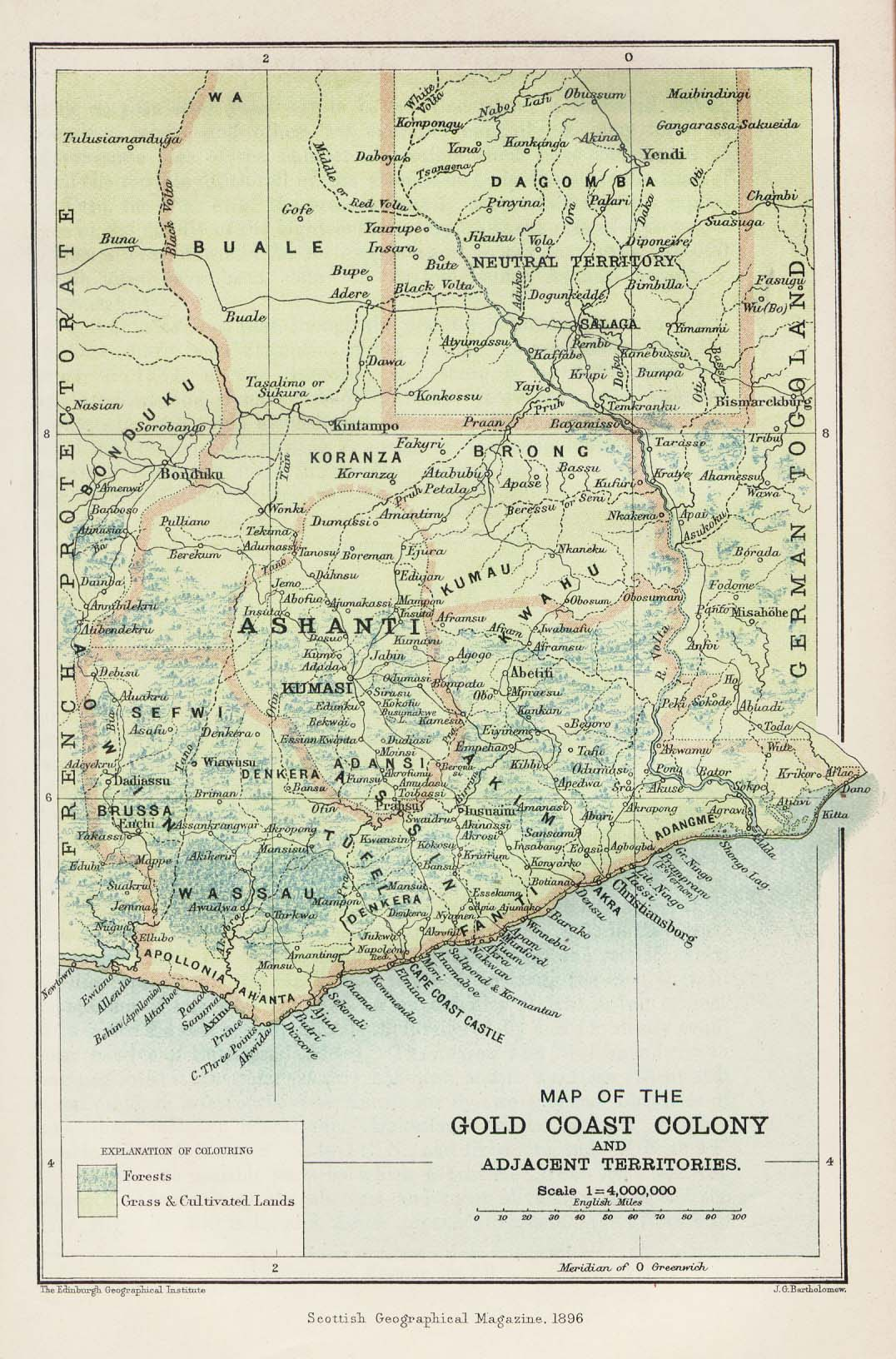
Mapa de 1896

A história de Gana anteriormente à chegada dos europeus deriva essencialmente da tradição oral, que refere as migrações dos antigos reinos do Sael, hoje regiões da Mauritânia e Mali. As mais antigas notícias escritas referentes às culturas ao sul do deserto do Saara provém de fontes islâmicas, de autores quase todos radicados na Península Ibérica, cujos textos circularam pela Europa ainda na Idade Média. Entre eles destaca-se Albacri. Embora nunca se tenha deslocado ao sul do Saara, conversou com viajantes e comerciantes, consultou inúmeras obras de geógrafos muçulmanos elaborando a obra Descrição da África (1087), principal fonte à história da região até o último quartel do século XV.